# Juri Wiktorowitsch Stjopkin
Juri Wiktorowitsch Stjopkin (russisch Юрий Викторович Стёпкин; * 15. Oktober 1971 in Kursk) ist ein ehemaliger russischer Judoka, der im Halbschwergewicht antrat, der Gewichtsklasse bis 95 Kilogramm (bis 1997) oder bis 100 Kilogramm (ab 1998). Er gewann 2000 eine olympische Bronzemedaille.

## Karriere
Der 1,93 m große Stjopkin war 1994 Zweiter bei den Weltmeisterschaften der Studierenden in Münster. 1995 siegte er bei der Universiade in Fukuoka. Ende des Jahres gewann er seinen ersten russischen Landesmeistertitel. Von 1997 bis 1999 sowie 2001 und 2002 folgten fünf weitere Titel. Nachdem er von 1995 bis 1997 mehrere Medaillen bei Mannschaftseuropameisterschaften erhalten hatte, gelang ihm 1998 sein erster Gewinn einer Einzelmedaille. Bei den Europameisterschaften 1998 in Oviedo unterlag er im Halbfinale dem deutschen Daniel Gürschner, den Kampf um eine Bronzemedaille gewann er gegen den Tschechen Peter Jákl. 1999 erkämpfte Stjopkin eine Bronzemedaille bei der Universiade in Palma de Mallorca. Bei den Europameisterschaften 2000 in Breslau besiegte er im Halbfinale den Österreicher Franz Birkfellner und im Finale Daniel Gürschner.
Stjopkin reiste also als amtierender Europameister zu den Olympischen Spielen 2000 nach Sydney. Dort verlor er seinen Auftaktkampf gegen den Franzosen Stéphane Traineau nach 2:41 Minuten. In der Hoffnungsrunde besiegte Stjopkin den Algerier Sami Belgroun, Ato Hand aus den Vereinigten Staaten und den Georgier Iweri Jikurauli jeweils vorzeitig durch Ippon. Den Kampf um die Bronzemedaille gegen den Italiener Luigi Guido gewann er nach 3:41 Minuten. Juri Stjopkin war 2002 noch einmal Siebter der Europameisterschaften. 1998 hatte er in Prag sein erstes Weltcupturnier gewonnen, sein letzter Weltcupsieg gelang ihm 2003 in Tallinn.
Nachdem er seine aktive internationale Karriere 2005 beendet hatte, wurde Stjopkin Co-Kommentator im Fernsehen.